# Station Franchimont
Station Franchimont is een spoorweghalte langs spoorlijn 44 (Pepinster - Spa - Stavelot) in de gemeente Theux. Het is een station zonder loketten.
Hoewel de lengte van de meeste kleine stopplaatsen in België zo'n 200 meter is, is het enige perron (enkelspoor) slechts 98 meter lang, bovendien ligt de stopplaats in een bocht, waardoor de treinen overhellen en de opstap in de stopplaats Franchimont bijzonder hoog is. Het oorspronkelijk lage perron is daarom enkele jaren geleden opgehoogd waardoor de instap een stuk gemakkelijker werd. De stopplaats heeft slechts één wachthokje.
De stopplaats van Franchimont dankt zijn naam aan het zeer nabij gelegen kasteel van Franchimont.

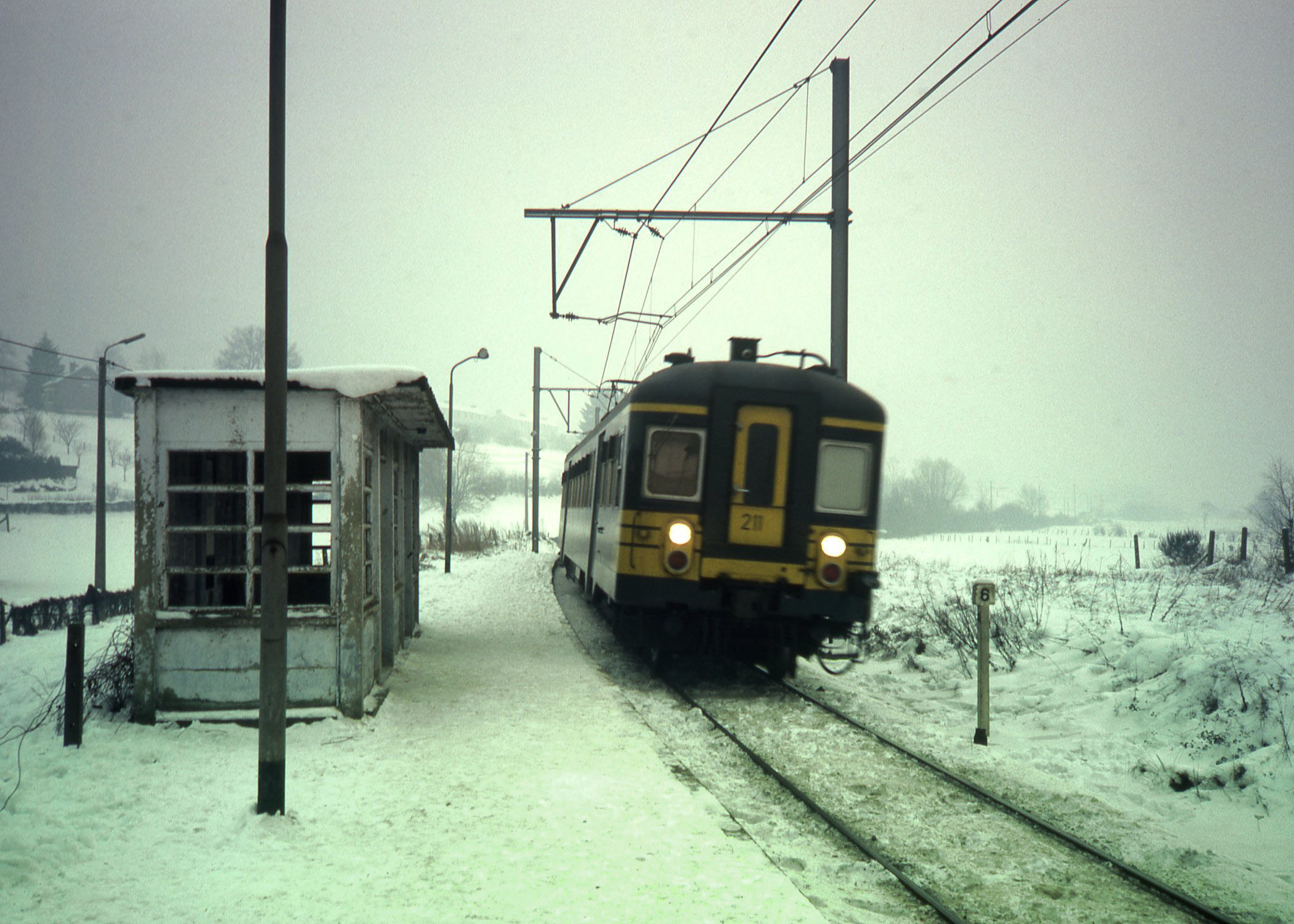
Een trein bij het station in 1985.

## Treindienst
| Serie  | Treinsoort                        | Route                                                        | Bijzonderheden             |
| ------ | --------------------------------- | ------------------------------------------------------------ | -------------------------- |
| L 5000 | L-trein / Regional-Express (NMBS) | Verviers-Centraal – Pepinster – Franchimont – Spa-Géronstère |                            |
| P 7495 | Piekuurtrein (NMBS)               | Spa-Géronstère – Franchimont – Pepinster – Verviers-Centraal | Rijdt alleen op werkdagen. |

## Reizigerstellingen
De grafiek en tabel geven het gemiddeld aantal instappende reizigers weer op een week-, zater- en zondag.
| Tabel: aantal instappende reizigers station Franchimont | Tabel: aantal instappende reizigers station Franchimont | Tabel: aantal instappende reizigers station Franchimont | Tabel: aantal instappende reizigers station Franchimont |
|                                                         | Weekdag                                                 | Zaterdag                                                | Zondag                                                  |
| ------------------------------------------------------- | ------------------------------------------------------- | ------------------------------------------------------- | ------------------------------------------------------- |
| 1977                                                    | 143                                                     | 29                                                      | 80                                                      |
| 1978                                                    | 181                                                     | 60                                                      | 19                                                      |
| 1979                                                    | 162                                                     | 39                                                      | 35                                                      |
| 1980                                                    | 210                                                     | 43                                                      | 49                                                      |
| 1981                                                    | 178                                                     | 37                                                      | 16                                                      |
| 1982                                                    | 194                                                     | 48                                                      | 41                                                      |
| 1983                                                    | 178                                                     | 33                                                      | 25                                                      |
| 1984                                                    | 203                                                     | 28                                                      | 42                                                      |
| 1985                                                    | 210                                                     | 47                                                      | 36                                                      |
| 1986                                                    | 205                                                     | 62                                                      | 37                                                      |
| 1987                                                    | 223                                                     | 61                                                      | 49                                                      |
| 1988                                                    | 222                                                     | 63                                                      | 44                                                      |
| 1989                                                    | 203                                                     | 41                                                      | 35                                                      |
| 1990                                                    | 159                                                     | 44                                                      | 38                                                      |
| 1991                                                    | 227                                                     | 67                                                      | 37                                                      |
| 1992                                                    | 237                                                     | 56                                                      | 33                                                      |
| 1993                                                    | 242                                                     | 49                                                      | 37                                                      |
| 1994                                                    | 254                                                     | 60                                                      | 49                                                      |
| 1995                                                    | 246                                                     | 46                                                      | 35                                                      |
| 1996                                                    | 244                                                     | 58                                                      | 21                                                      |
| 1997                                                    | 360                                                     | 60                                                      | 34                                                      |
| 1998                                                    | 310                                                     | 50                                                      | 33                                                      |
| 1999                                                    | 296                                                     | 32                                                      | 30                                                      |
| 2000                                                    | 319                                                     | 47                                                      | 20                                                      |
| 2001                                                    | 324                                                     | 48                                                      | 28                                                      |
| 2002                                                    | 268                                                     | 35                                                      | 36                                                      |
| 2003                                                    | 268                                                     | 36                                                      | 36                                                      |
| 2004                                                    | 299                                                     | 36                                                      | 35                                                      |
| 2005                                                    | 298                                                     | 46                                                      | 50                                                      |
| 2006                                                    | 285                                                     | 32                                                      | 34                                                      |
| 2007                                                    | 256                                                     | 44                                                      | 55                                                      |
| 2008                                                    | -                                                       | -                                                       | -                                                       |
| 2009                                                    | 279                                                     | 41                                                      | 58                                                      |
| 2010                                                    | -                                                       | -                                                       | -                                                       |
| 2011                                                    | -                                                       | -                                                       | -                                                       |
| 2012                                                    | 185                                                     | 40                                                      | 27                                                      |
| 2013                                                    | 283                                                     | 23                                                      | 25                                                      |
| 2014                                                    | 269                                                     | 36                                                      | 36                                                      |
| 2015                                                    | 252                                                     | 38                                                      | 15                                                      |
| 2016                                                    | 243                                                     | 30                                                      | 19                                                      |
| 2017                                                    | 201                                                     | 36                                                      | 22                                                      |
| 2018                                                    | 221                                                     | 43                                                      | 34                                                      |
| 2019                                                    | 303                                                     | 20                                                      | 18                                                      |
| 2020                                                    | 383                                                     | 59                                                      | 35                                                      |
| 2021                                                    | -                                                       | -                                                       | -                                                       |
| 2022                                                    | 140                                                     | 40                                                      | 54                                                      |
| 2023                                                    | 154                                                     | 30                                                      | 29                                                      |
| 2024                                                    | 200                                                     | 31                                                      | 16                                                      |

0,0: Pepinster ·
0,7: Pepinster-Cité ·
1,6: Pepinster-Chinheid ·
3,2: Juslenville ·
3,8: Theux-Marie-Louise ·
4,2: Theux ·
5,0: Theux-Centre ·
5,6: Franchimont ·
7,4: La Reid ·
9,6: Marteau ·
11,2: Spa ·
12,5: Spa-Géronstère ·
15,2: Nivezé ·
19,8: Sart-lez-Spa ·
23,7: Hockai ·
27,3: Francorchamps ·
36,8: Stavelot